# Parque Nacional de Huascarán
O Parque Nacional de Huascarán é um parque na Cordillera Blanca, uma cordilheira nos Andes, no departamento peruano de Ancash. O parque, que cobre uma área de 3400 km², foi fundado em 1 de Julho de 1975. Este parque é o habitat do Puya raimondii, do puma, do jaguar, do lama, do guanaco, do cervo-do-pantanal, do tapir brasileiro, do Phlogophilus harterti, uma espécie de colibri, e muitas espécies de patos, incluindo o Netta erythrophthalma.
O parque foi declarado Património Mundial da Unesco em 1985. A sua protecção foi primeiramente arranjada pelo governo peruano, para salvaguardar a flora e fauna, formações geológicas, sítios arqueológicos (incluindo relíquias da Cultura Chavín), e a cena panorâmica da Cordillera Blanca, e para encorajar a pesquisa cientifica dos recursos culturais e naturais da área. O turismo é promovido na área, fanzendo o seu status protegido fonte de riqueza para os seus habitantes e outros.
O Parque Nacional de Huascarán é casa de montanhas cuja altura varia entre os 2000 e os 6000 metros. Huascarán, a montanha que dá nome ao parque, é o pico mais alto de Peru, com 6768 metros. Nos 3400 km² do parque há 663 glaciares, 296 lagos e 41 afluentes de três rios importantes: o Santa, Pativilca e Marañón.